# Krušnohorské vesnické povídky
Krušnohorské vesnické povídky (1903, Erzgebirgische Dorfgeschichten) je sbírka povídek německého spisovatele Karla Maye, kterou vydal nakladatel Adalbert Fischer ve svém drážďanském nakladatelství Belletristische Verlag. Kniha vyšla jako důkaz smíru ve sporu mezi Mayem a Fischerem, vyvolaném Fischerovým vydáváním Mayových kolportážních románů, na což neměl podle Maye právo.
Žánr vesnických příběhů byl v Německu velmi oblíbený od čtyřicátých let 19. století, především díky knihám spisovatele Bertholda Auerbacha. May na tuto oblibu navázal v počátcích své literární tvorby a jeho povídka Růže z Ernstthalu (Die Rose von Ernstthal), která vyšla časopisecky roku 1874, je pravděpodobně první jeho vydanou prací. Mayovy vesnické povídky z rodných Krušných hor představují směs milostných a kriminálních motivů. Kriminální motivy obvykle převládají, milostný příběh tvoří jejich protiváhu a vesnice slouží jako prostředí děje.
Kromě dále uvedených povídek a povídky Růže z Ernstthalu patří mezi Mayovy vesnické povídky ještě Samuel (1877, Der Samiel), Císařský sedlák (1877, Der Kaiserbauer), Boží duch (1878, Der Herrgottsengel), Sluneční rosa (1879, Im Sonnenthau) a Mlynář s pakostnicí (1879, Der Gichtmüller).

## Obsah knihy
Povídková sbírka Krušnohorské vesnické povídky z roku 1903 obsahuje čtyři Mayova raná díla tohoto žánru a dva nové příběhy napsané přímo pro tuto knihu:
- Sluníčko (Sonnenscheinchen), příběh napsaný pro tuto knihu,
- Dětské zvolání (1878, Des Kindes Ruf),
- Poustevník (Der Einsiedel), povídka vyšla prvně roku 1878 pod názvem Čertův sedlák (Der Teufelsbauer),
- Dukátový dvůr (1877, Der Dukatenhof),
- Odplata (Vergeltung), povídka vyšla prvně roku 1879 pod názvem Král lesa (Der Waldkönig),
- Peněžní mužík (Das Geldmännle), příběh napsaný pro tuto knihu.

Česká vydání jednotlivých povídek je možno najít v článku Povídkové dílo Karla Maye.

## Povídky ve sbírce

### Sluníčko

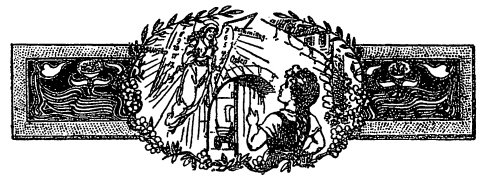
Ilustrace k povídce Sluníčko

Povídka vznikla na přelomu února a března roku 1903 a v témže roce vyšla v Mayově povídkové sbírce Krušnohorské vesnické povídky. Ačkoliv byla napsána právě pro tuto knihu, vydával ji May za své rané dílo. Od roku 1921 je povídka součástí čtyřicátého třetího svazku Sebraných spisů Karla Maye (Karl May’s Gesammelte Werke) Z tmavé jedle (Aus Dunklem Tann) z nakladatelství Karl-May-Verlag.
Pan Major jede se svou ženou a jedenáctiletým synem do krušnohorské vesnice, aby zjistil, proč výnosy z jeho tamější usedlosti pod novým pachtýřem upadají. Starý pachtýř, který tam dříve velice dobře hospodařil, již nežil, a jeho lehkomyslný syn miluje víc hospodu a karty než pole. Dokud měl u sebe jako čeledína bývalého vojáka Fritze Felbera, bylo vše ještě v pořádku, ale s tím se rozloučil ve zlém, když obtěžoval jeho nastávající ženu Paulu. 
Majorova rodina se seznámí s Felberovou osmiletou dcerou, které se říká Sluníčko jednak proto, že je to velmi hezká dívenka, ale také pro její milou povahu. Majorův syn se s dívenkou spřátelí a mezi oběma rodinami vznikne srdečný vztah. Stávající pachtýř se domnívá, že jej Felder u Majora pomluvil, napadne jej nožem a zraní jej na krku. Sluníčko přesvědčí svého otce, aby jej nezabíjel, a Majora, aby umožnil pachtýři vycestovat do Ameriky a uniknout tak trestu. Novým pachtýřem se stane Felder.

### Dětské zvolání

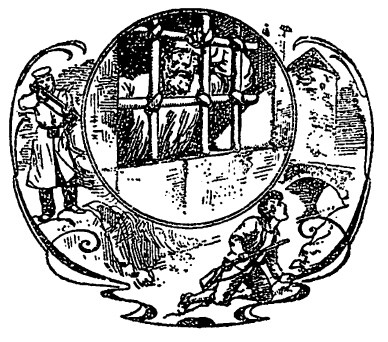
Ilustrace k povídce Dětské zvolání

Povídka vyšla poprvé časopisecky 1878. Roku 1903 vyšla knižně v Mayově povídkové sbírce Krušnohorské vesnické povídky. Od roku 1921 je v upravené podobě součástí čtyřicátého třetího svazku Sebraných spisů Karla Maye (Karl May’s Gesammelte Werke) Z tmavé jedle (Aus Dunklem Tann) z nakladatelství Karl-May-Verlag.
Eduard Fährmann je uvězněn pro zpronevěru. Jeho manželka se s ním rozvedla a chce se znovu vdát. Její syn Paul jí překáží, takže se k němu nechová příliš hezky a zanedbává ho. Paul se rozhodne otce osvobodit a v blízkosti káznice je postřelen od stráže. Než ztratí vědomí, zoufale volá otce. Fährmann synův výkřik v cele uslyší a myslí si, že Paul byl zastřelen. Podaří se mu uprchnout, a když se dostane do své rodné obce Oberdorf, zjistí, že je zde také jeho postřelený syn. Fährmann postupně zjistí, že skutečným pachatelem zpronevěry je nápadník jeho ženy, který je usvědčen a zatčen.

### Poustevník
Povídka vyšla poprvé časopisecky 1878 pod názvem pod názvem Čertův sedlák (Der Teufelsbauer). Roku 1903 vyšla knižně v Mayově povídkové sbírce Krušnohorské vesnické povídky pod názvem Poustevník (Der Einsiedel). Od roku 1921 je v upravené podobě součástí čtyřicátého třetího svazku Sebraných spisů Karla Maye (Karl May’s Gesammelte Werke) Z tmavé jedle (Aus Dunklem Tann) z nakladatelství Karl-May-Verlag.
Frieder Haubold je střídavě nazýván „Poustevník“ nebo „Čertův sedlák". Je zámožný, samotářský a všichni si o něm myslí, že je ve spolku s ďáblem.  Jeho úhlavním nepřítelem je jeho dřívější přítel a bohatý sedlák Andreas Heinemann, který jej považuje za vraha svého bratra Davida Friedricha, se kterým Frieder soupeřil o lásku herečky Marty. Andreasova dcera Kathrin miluje Friederova synovce Gustava. Je pochopitelné, že Andreas této lásce nepřeje. Gustav se marně snaží zabránit neustálé démonizaci svého strýce.
Když je Andreasův statek zapálen bleskem, podaří se Gustavovi s Friedrem zachránit z plamenů Andreasovu ženu, ale zraní se přitom. Frieder jde hledat léčivé byliny na popáleniny, je však sledován Andreasem, který se jej snaží srazit ze skály na místě, kde zahynul jeho bratr. Zřítí se oba, ale uvíznou ve skalní rozsedlině, odkud je druhý den oba zachrání Gustav. Friederova hospodyně Marie, zohavená neštovicemi, se pak přizná, že je ve skutečnosti Marta a že smrt Andreasova bratra byla nehoda. Oba sedláci se následně smíří a Gustav se může oženit s Kathrin.

### Dukátový dvůr
Povídka vyšla poprvé časopisecky 1877. Pod názvem Vina a smíření (Schuld und Sühne) vyšla roku 1893 v novinách Clevischer Volksfreund. Roku 1903 vyšla knižně v Mayově povídkové sbírce Krušnohorské vesnické povídky. Od roku 1921 je v upravené podobě součástí čtyřicátého čtvrtého svazku Sebraných spisů Karla Maye (Karl May’s Gesammelte Werke) Černý les (Der Waldschwarze) z nakladatelství Karl-May-Verlag.
Mrzák „Hlavička“ Franz se živí jako portrétista. Kdysi přišel o nohy, když bojoval se svým bývalým přítelem a sokem v lásce sedlákem z Dukátového dvora Heinrichem o dívku Annu. Heinrich si pak Annu vzal za manželku. Má však vášeň pro hazardní hry a po Anině smrti dokonce prohraje celý statek. Nezbývá mu nic jiného, než podloudnictví. Franz ve spolupráci se svým kmotřencem Wilhelmem podloudníky odhalí, Heinricha postihne nehoda a je rovněž zmrzačen. Považuje to za boží trest, lituje svých činů a usmíří se s Franzem.   

### Odplata

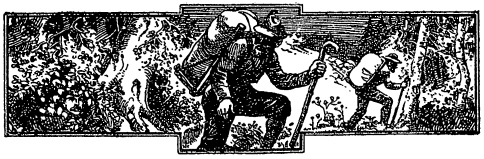
Ilustrace k povídce Odplata

Povídka vyšla poprvé časopisecky roku 1879 pod názvem Král lesa (Der Waldkönig). Další vydání byla rovněž v časopisech: roku 1881 pod názvem Mezi pašeráky (Unter Paschern), roku 1888 pod názvem Vzdor a boží ruka (Menschentrutz und Gottes Hand) a roku 1895 jako Tajemství štoly (Das Geheimniß des Stollens). Roku 1903 vyšla povídka knižně v Mayově sbírce Krušnohorské vesnické povídky pod názvem Odplata (Vergeltung). Od roku 1921 je v upravené podobě a pod názvem Černý myslivec (Der Waldschwarze) součástí čtyřicátého čtvrtého svazku Sebraných spisů Karla Maye (Karl May’s Gesammelte Werke) Černý les z nakladatelství Karl-May-Verlag.
Do rodné vesnice se na žádost své matky Anny vrací ze studií syn sedláka z Potočního dvora Frieder. Dozví se, že vůdce bandy pašeráků, nazývaný Černý myslivec, který terorizuje celý kraj, zavraždil jeho bratra Franze a oslepil jeho otce. Rozhodne se bratra a otce pomstít a předat Černého myslivce spravedlnosti.
Největším nepřítelem Friederova otce je sedlák z Polního dvora, který byl v mládí jeho sokem v lásce k Anně. Jeho nevlastní dcera Martha a Fríeder se do sebe zamilují, ale polní sedlák, posedlý nenávistí, jejich lásce nepřeje. Frieder postupně zjistí, že Černým myslivcem je právě on. Když polní sedlák zjistí, že je prozrazen, uvězní svou ženu a Marthu ve staré nepoužívané štole, aby jej neusvědčili. Frieder s pomocí vojáků obě ženy zachrání a polní sedlák se, při pokusu jej zastřelit, oslepí. Následně se zřítí do štoly, kde věznil obě ženy. Dostihl jej boží soud. Frieder se může oženit s Marthou.

### Peněžní mužík

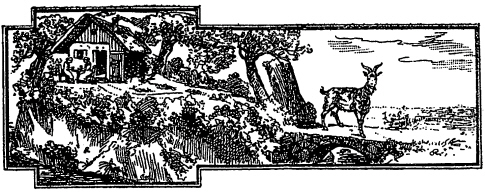
Ilustrace k povídce Peněžní mužík

Povídka vznikla roku 1903 a v tom samém roce vyšla v Mayově povídkové sbírce Krušnohorské vesnické povídky. Ačkoliv byla napsána právě pro tuto knihu, vydával ji May podobně jako povídku Sluníčko za své rané dílo. Od roku 1921 je povídka součástí čtyřicátého čtvrtého svazku Sebraných spisů Karla Maye (Karl May’s Gesammelte Werke) Černý les (Der Waldschwarze) z nakladatelství Karl-May-Verlag.
Peněžním mužíkem je nazýván krušnohorský penězokaz, který úspěšně uniká spravedlnosti. Je jím vzorový hostinský Frömmelt Uhlig, nazývaný tak proto, že kromě hostince vlastní i tiskárnu, ve které tiskne vzorové karty, potřebné pro výrobu složitějších krajek. Padělatelskou dílnu zdědil po svém tchánovi, rovněž vzorovém hostinském. Kromě toho poskytováním půjček svedl okolní chudé dělníky, aby kupovali zboží v jeho obchodě, čímž ovládl celou oblast. Hlavní hrdinkou povídky je však dívka nazývaná Srdíčko, která žije v domku na kopci se svou matkou a kozou Karličkou, a kterou miluje místní pan učitel. Frömmeltova dcera, rozmazlená, panovačná a zlá Rosalie si marně myslí, že si ji učitel vezme za ženu.
Před více než dvaceti lety vyhrál otec Srdíčka Anton kopec v dámě na Uhligově tchánovi. Když pak zjistil, že Frömmelt a jeho tchán jsou padělatelé, zamkl jej Frömmelt v tiskárně a zavraždil pomocí jedovatých výparů z chemikálií, které vhodil do ohně. Do této pasti však padl i jeho tchán s tchyní, když šli do padělatelské díly uložit podvodně získané peníze. Nyní chce Frömmelt získat statek sedláka Neuberta. Svede ho k pití a hazardu, zaplete jej do obchodu s padělanými penězi a pak jej udá policii. Před svým zatčením se Neubert zabije nožem, přičemž prorokuje Frömmeltovi stejný osud. Na jeho pohřbu utrpí Frömmelt šok, když se zřítí do jeho hrobu. Domnívá se, že jej mrtvý pronásleduje a když se utopí jeho dcera Rosalie (chce podvrhnout důkaz, že padělatelem byl Anton a po trknutí od kozy Karličky spadne do vody), má takové výčitky svědomí, že všem prozradí, že je penězokaz a zabije se stejným nožem, kterým se zabil Neubert.